# Dubecko (Jičínská pahorkatina)
Dubecko (399 m n. m.) je vrch v okrese Semily Libereckého kraje. Leží asi 0,5 km západně od vsi Dubecko na katastrálním území Sekerkovy Loučky.

## Popis vrchu
Je to vrch ve tvaru krátkého hřbetu směru SZ–JV s vrcholem na severozápadě a dvěma vedlejšími vrcholy na jihovýchodě. Vrch tvoří svrchnokřídové vápnito-jílovité pískovce, které vytvořily skalní věž na hřbetnici a skupinu výchozů na severním svahu. Na jihovýchodním svahu je malý kamenolom. Ze severní a západní strany je vrch ohraničen údolím potoka Stebenka. Na ostatních stranách oddělují Dubecko od okolní plošiny počínající sprašové zářezy bočních roklí. Vrch je zalesněn převážně jehličnatým lesem.

## Rozhledna
Na hřbetnici vrchu stojí stejnojmenná železná rozhledna otevřená v roce 2002. Celková výška objektu je 50 m, výška vyhlídkové plošiny 33 m. Objekt měl původně být jen vysílač mobilního operátora, obec si však vynutila, aby byl původní projekt rozšířen i o schodiště a ochoz, který by sloužil jako turistická rozhledna. Ta umožňuje kruhový rozhled do krajiny Českého ráje, na Klokočské skály, Krkonoše, Jizerské hory, Bezděz a Ralsko.

## Geomorfologické zařazení
Vrch náleží do celku Jičínská pahorkatina, podcelku Turnovská pahorkatina, okrsku Turnovská stupňovina, podokrsku Klokočsko-rovenské kuesty a části Volavecká kuesta.

## Přístup
Automobilem se dá nejblíže dopravit do Dubecka. Odtud vede k rozhledně vede lesní cesta (cca 200 m) po odbočce zelené zelené turistické trasy.